# Laphria sicula
Laphria sicula är en tvåvingeart som beskrevs av Mcatee 1919. Laphria sicula ingår i släktet Laphria och familjen rovflugor. Inga underarter finns listade i Catalogue of Life.